# Висарион Коласийски
Висарион Коласийски е български духовник, епископ на Кюстендил (Коласия, Баня).
Висарион Коласийски е известен от текста на руски документи от 1585 и 1586 г., т.нар. „Греческие статейние списки“, съхранявани в главния архив на руското външно министерство в Москва, отразяващи пристигането на кюстендилския митрополит в руската столица.
В документите се посочва че Висарион, „митрополит Колосейски“, от манастира „Благовещение“ (сега несъществуващ манастир до с.Слокощица, Кюстендилско, който през XVI век е бил временно седалище на кюстендилския митрополит), Геврасий – игумен на манастира „Свети Йоаким Осоговски“ и свещеник Стефан от Билинския манастир пристигнали през 1585 г. от „българската земя“ в Москва. Митрополитът донесъл грамота и молба до руския цар Фьодор I Иванович (1584 – 1598) от сръбския патриарх Саватий, в която се известява, че в близост до коласийския град бил съзидан някога от светопочившия ктитор и велик войвода Константин манастир (става дума за Осоговския манастир „Свети Йоаким Осоговски“), но поради земетресение той бил разрушен, и се умолява руския цар да стане нов ктитор на манастира и да го възобнови.
Макар да няма запазени други сведения за пътуването на Висарион до руската столица, доколкото османските пътешественици Хаджи Калфа и Евлия Челеби, пътували по тези земи през XVII век посочват, че Осоговския манастир е голям и цветущ, то очевидно мисията му е била успешна и манастирът е бил наново съграден и обновен.